# Nothofagus macrocarpa
Nothofagus macrocarpa är en tvåhjärtbladig växtart som först beskrevs av A.Dc., och fick sitt nu gällande namn av Francisco María Vázquez och Roberto A. Rodríguez. Nothofagus macrocarpa ingår i släktet Nothofagus och familjen Nothofagaceae. Inga underarter finns listade i Catalogue of Life.